# Violencia vicària
La violència vicària (de vegades anomenada violència per substitució) és una expressió d'ús recent aplicada en l'àmbit de la violència de gènere contra la dona que anomena una forma de violència per interpòsita persona per la qual un progenitor ataca una filla o un fill amb l'objectiu de causar dolor a la mare.</ref>
En el cas de la violència vicària, la violència de gènere no només té com a víctima la dona, també, i principalment, en són víctimes les filles i els fills.
Es considera «l'expressió més cruel de la violència de gènere».

## Definició
La violència vicària s'ha definit com un tipus de violència exercida per un progenitor mal tractador com a instrument per causar dany a l'altre utilitzant els fills i fins i tot els descendents en comú, que pot arribar, en casos extrems, a acabar amb la vida d'aquests. Normalment s'exerceix sobre menors d'edat, però també es pot dur a terme sobre qualsevol altre bé o subjecte que sigui apreciat per la dona maltractada.
Aquest fenomen forma part dels mecanismes de violència psicològica utilitzats pel mal tractador i és considerat per diverses persones expertes en violència de gènere com un tipus de violència instrumental. En atemptar contra la integritat emocional de la víctima, l'Organització Mundial de la Salut i alguns col·legis de psicologia han assenyalat que aquests processos de violència provoquen «terribles conseqüències psicològiques difícilment reversibles», ja que ocasionen en aquella una «tortura mental» i el «viure amb la por i el terror», que són els objectius perseguits per l'agressor.
Pot estar penat com un cas de filicidi, és a dir, un assassinat amb agreujant de parentiu entre l'assassí i la víctima, però a més si té agreujant de traïdoria comporta més pena en la responsabilitat criminal del reu.

La psicòloga clínica i feminista argentina Sonia Vaccaro, que porta estudiant aquest tipus de violència des del 2012, va ser qui va encunyar l'expressió violència vicària. 
"És aquella violència que s'exerceix sobre els fills/es per ferir la dona. És una violència secundària a la víctima principal, que és la dona. És a la dona a qui es vol danyar i el mal es fa a través de tercers, per interpòsita persona. El maltractador sap que danyar o assassinar els fills/filles és assegurar-se que la dona no es recuperarà mai"
-(Sonia Vaccaro, 2016).
En entrevista a LATFEM Vaccaro va expressar que «en la violència vicària estem avui com estàvem als començaments de la violència de gènere» i va afegir: «quan la dona planteja la separació, quan es produeix el divorci i, especialment, quan la dona forma una nova parella», quan la dona estaria més exposada a aquest tipus de violència.

## La violència vicària a Espanya

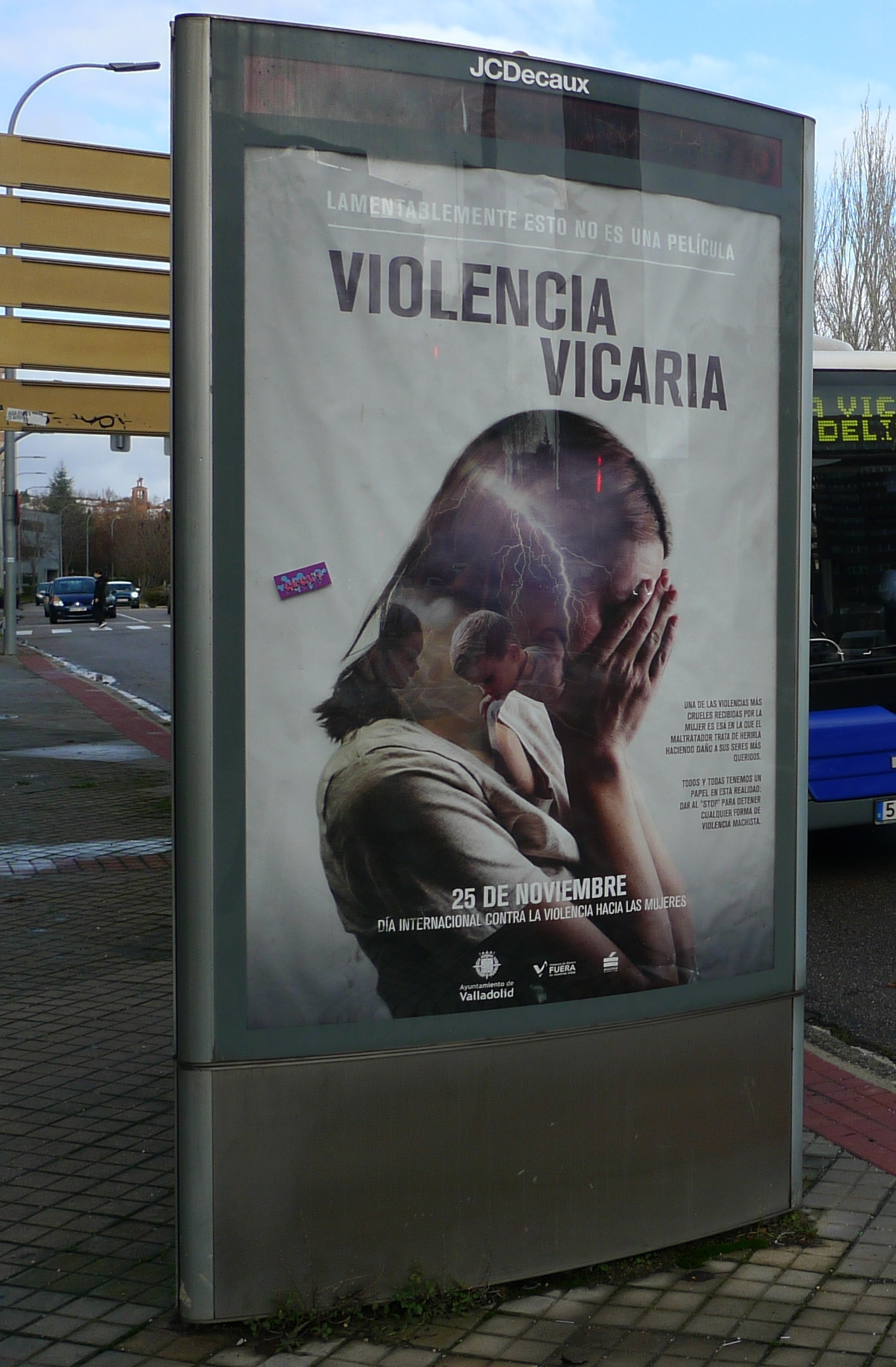
Publicitat institucional de l'Ajuntament de Valladolid, Espanya, contra la violència vicària, instal·lada pel 25 de novembre, Dia Internacional de l'Eliminació de la Violència contra la Dona

El professor de Medicina Legal a la Universitat de Granada i ex delegat del Govern per a Violència de Gènere Miguel Lorente va definir la violència vicària com aquella
"que, quan busca ferir i danyar la dona, en lloc de fer-ho directament, busca fer mal a persones que tinguin especial significat per a ella".
 Per la seva banda, l'advocada especialista en violència de gènere i investigadora de la Universitat de Granada Maria del Carmen Peral López defineix la violència vicària com un mecanisme emmarcat dins de la violència de gènere i com a tal té cabuda en la utilització que fa el mal tractador per fer mal a la dona víctima a través de tercera persona, fonamentalment filles i fills.

A Espanya el concepte és recollit per la llei des del 2015, a la Llei Orgànica 1/2004 de Mesures de Protecció Integral contra la Violència de Gènere, en els termes següents:
«La violència vicària és una forma de violència masclista. Els fills i filles de les dones víctimes de violència de gènere, així com les nenes i nens menors subjectes a la seva tutela, guarda i custòdia, són víctimes directes d'aquest tipus de violència».
 També va ser inclòs el 2017 al Pacte de Estat contra la Violència de Gènere, on es qualifica la violència vicària o violència per interpòsita persona com el dany més extrem que pot exercir el mal tractador cap a una dona: danyar i/o assassinar els fills/ as.
Des del 2015, amb la reforma del Codi penal espanyol, els casos d'assassinat de menors per violència vicària són penats amb presó permanent revisable. El Ministeri de l'Interior va detectar que el juny del 2021 almenys 471 menors es trobaven en risc de patir violència vicària.
Com a mitjà de protecció als menors, el 4 de juny de 2021 es va publicar al BOE una reforma de l'article 94 del Codi Civil que rebutja establir un règim de visites respecte del progenitor que "estigui sotmès en un procés penal" per violència domèstica contra l'altre cònjuge o per violència de gènere. Aquesta reforma va entrar en vigor el 3 de setembre del mateix any.
L'11 de novembre de 2021, a través del Diputat del Comú, el Parlament de les Canàries va organitzar unes jornades sobre la violència vicària, per a la seva visibilització i debat institucional.
Aquell mateix any es va publicar l'informe Violència vicària: un cop irreversible contra les mares, coordinat per l'Associació de Dones de Psicologia Feminista de Granada i finançat per la Conselleria d'Igualtat de la Junta d'Andalusia, on s'analitzen 400 sentències judicials relacionades violència cap a la dona o cap als menors extretes del Centre de Documentació Judicial del Consell General del Poder Judicial (Cendoj) i d'informació d'hemeroteca, dels quals 51 es van identificar com a violència vicària i es conclou amb un perfil de l'agressor. L'informe ha estat coordinat per Sonia Vaccaro, i en la publicació intervenen Margarita Castillo Cardona, Cristina Mena Casero, Gemma Maria González García i María Sierra Carballo.
El Ministeri d'Igualtat d'Espanya ofereix xifres dels nens morts a les mans del seu pare: des del 2013 al 2021 s'han comptabilitzat 46 menors assassinats per aquesta violència vicària. El 2022 es va comptabilitzar la víctima 47 i primera d'aquell any el 2 d'abril a Sueca.